# Донец, Григорий Алексеевич
Доне́ц Григо́рий Алексе́евич (16 мая 1902, Новгород — 28 февраля 1967, Ленинград)  — советский оператор и режиссёр документального кино, фронтовой кинооператор в годы Великой Отечественной войны.

## Биография
Родился в Новгороде в семье мещан, отец был портным, мать — домохозяйкой. В период 1911—1913 годов обучался в начальном училище Нарвы. В юношестве работал в аптекарском магазине. В 1919—1920 годы участвовал в боях с Северо-Западной армией Юденича, был пулемётчиком, в конце 1919 года получил ранение.  С 1921 по 1922 год работал помощником электромонтёра на электростанции в Новгороде, с 1922 по 1924 — рабочим на заводе «Красный путиловец», член ВКП(б) с 1924 года. В 1924—1925 годах служил в РККА.
После демобилизации поступил на фабрику «Совкино» монтажёром, одновременно обучался на рабфаке Ленинградского педагогического института имени А. И. Герцена, который окончил в 1927 году. В том же году перешёл в ассистенты оператора «Совкино», в 1929 году стал оператором, с 1930 года — оператор «Союзкино». С 1933 года работал на Ленинградской студии кинохроники.
В июле 1937 года был исключен из партии по обвинению в «связях с троцкистами и сочувствии оппозиции в 1925 году». Это повлекло увольнение со студии и ссылку вдвоём с женой в Бухару. В итоге с 1937 по 1939 год подрабатывал в местной артели «Янгиюль» инструктором по фотоделу. В декабре 1939 года был восстановлен в партии, и в 1940 году смог вернуться в Ленинград и восстановиться на студии.
В июне 1941 года был призван в Красную армию, звание — военинженер 3 ранга. С июля 41-го — оператор киногруппы Ленинградского фронта. С февраля 42-го — в киногруппе Черноморского флота, снимал в боевой обстановке в Севастополе и Новороссийске, получил контузию.
Из письма руководителю фронтового отдела Главка кинохроники Р. Г. Кацману : «…нахожусь в Севастополе. Никого здесь не застал, работать очень тяжело, почти невозможно. Стоит сплошной грохот, гансы делают, что хотят. Ходить и ездить можно только ночью и с большим риском днем (за три дня нас два раза накрыли и один раз засыпали. …). Но раз меня сюда направили, буду работать до конца, до последнего метра пленки, хотя еще не представляю себе, что снимать, т.к. все ушли в землю и работают ночью».
C августа 1942 года — кинооператор при Политуправлении Северного флота, с июля 43-го — оператор фронтовой киногруппы Каспийской флотилии. С 1944 по март 1945 — вновь в киногруппе Черноморского флота.
Из письма И. А. Запорожского от 10 января 1945 года С. А. Герасимову, директору ЦСДФ в период 1944—1945 годов, известно о неблагополучном положении в котором оказалась киногруппа Черноморского флота на третий год существования, злоупотреблениях, делении на «мастеров» и «рядовых», — и не последней роли в этом Донца. В результате с июня 1945 по март 1946 года Г. А. Донец находился в заключении  по обвинению в финансовых махинациях и спекуляции, в связи с чем был уволен со студии. Освобождён после прекращения уголовного дела. Вновь на студии с октября 1946 года.
Г. А. Донец проработал на Ленинградской студии кинохроники до 1966 года, помимо фильмов им снято около тысячи сюжетов для кинопериодики: «Ленинградский киножурнал», «На страже СССР», «Наука и техника», «Новости дня», «Советское искусство», «Социалистическая деревня», «Союзкиножурнал», «СССР на экране».
Член Союза кинематографистов СССР (Ленинградское отделение).
Скончался 28 февраля 1967 года в Ленинграде.

### Семья
Во время Великой Отечественной войны семья находилась в эвакуации в Алма-Ате.
- старший сын — офицер Военно-морского флота СССР[1];
- младший сын — Вадим Григорьевич Донец (1940—2004), оператор Санкт-Петербургской студии документальных фильмов[3].

## Фильмография
Оператор
- 1929 — По звериным тропам
- 1929 — Советские ледоколы
- 1930 — Штурм Севера
- 1930 — Олимпиада искусств народов СССР (совместно с И. Беляковым, Б. Небылицким)
- 1931 — ХVI партсъезд
- 1931 — Блюминги – заказ революции
- 1931 — За Полярным кругом (совместно с Б. Чечулиным, Г. Стилианудисом)
- 1931 — Манёвры ЛВО
- 1931 — Музыкальная олимпиада
- 1932 — Траловый лов
- 1932 — Хибинские апатиты
- 1932 — Штурм Ухты
- 1933 — Донбасс
- 1933 — «Красин» во льдах
- 1933 — Навстречу двум морям (совместно с Л. Киказом, Я. Славиным)
- 1933 — Сталин, Киров, Ворошилов на ББВК
- 1936 — X-й съезд ВЛКСМ (спецвыпуск) (в соавторстве)
- 1940 — В Советской Латвии (совместно с Я. Марченко, М. Беровым, Г. Голубовым, Г. Шулятиным)
- 1940 — В Советской Эстонии (совместно с Е. Учителем, Г. Шулятиным)
- 1940 — Линия Маннергейма (в соавторстве, в титрах не указан)
- 1942 — 69-я параллель (совместно с В. Мищенко, Ф. Овсянниковым, М. Ошурковым, С. Урусевским, В. Микошей)
- 1942 — Ленинград в борьбе (в соавторстве, в титрах не указан)
- 1942 — Черноморцы (совместно с В. Микошей, Д. Рымаревымым, Ф. Короткевичем, А. Кричевским, А. Смолкой)
- 1943 — Народные мстители (в соавторстве)
- 1944 — Битва за Севастополь (в соавторстве)
- 1944 — Вступление Красной Армии в Бухарест (совместно с А. Щекутьевым, А. Рубановичем)
- 1944 — Митинг в Бухаресте в день 27-й годовщины Октября (совместно с Г. Аслановым, Баратовым)
- 1944 — Победа на юге (в соавторстве, в титрах не указан)
- 1948 — Песня колхозных полей (совместно с Я. Гринбергом, С. Масленниковым, А. Смолкой)
- 1948 — Пробуждение реки
- 1949 — Кировская библиотека
- 1949 — Строители дорог
- 1950 — Народ чтит память Суворова (в соавторстве)
- 1950 — Новый стадион
- 1951 — Международные спортивные встречи в Ленинграде (совместно с А. Богоровым, А. Погорелым, Г. Трофимовым)[10]
- 1952 — Колхоз «Большевик»
- 1953 — Международные встречи
- 1954 — Будь готов! (совместно с Г. Трофимовым, Я. Блюмбергом, О. Ивановым, С. Ковалёвой)
- 1954 — Трубачевские коноплеводы
- 1955 — Люди доброй воли (в соавторстве)
- 1955 — Туристы из Франции (совместно с В. Гулиным, С. Масленниковым, А. Богоровым, Я. Блюмбергом)[11]
- 1955 — Фестиваль ленинградской молодёжи (в соавторстве)
- 1956 — Мастера венгерского цирка (совместно Ф. Овсянниковым)[12]
- 1956 — Мы были в Китае
- 1956 — Спартакиада Вооружённых сил
- 1956 — Туристы во Франции (совместно с В. Гулиным, С. Масленниковым, А. Богоровым, Я. Блюмбергом)
- 1959 — Мы живём за Байкалом
- 1959 — Песни летят над Невой[13]
- 1961 — Далеко на Севере
- 1961 — Поёт Ленинград
- 1965 — С тобой, Россия! (совместно с О. Лучининым, Н. Николаевым, Ф. Овсянниковым, А. Рейзентулом)[14]

Режиссёр
- 1931 — Блюминги – заказ революции
- 1931 — За Полярным кругом
- 1932 — Хибинские апатиты
- 1933 — Донбасс
- 1933 — «Красин» во льдах
- 1948 — Пробуждение реки
- 1949 — Кировская библиотека
- 1949 — Строители дорог
- 1954 — Трубачевские коноплеводы
- 1955 — На крайнем севере
- 1956 — Мы были в Китае (совместно с Л. Киказ)
- 1959 — Мы живём за Байкалом
- 1961 — Далеко на Севере
- 1962 — К новым рубежам
- 1963 — Бенни Гудман в СССР[15]

## Награды
- 1942 — медаль «За оборону Севастополя»[16];
- 1943 — орден Красной Звезды (11 января 1943)[4];
- 1945 — медаль «За победу над Германией в Великой Отечественной войне 1941-1945 гг.»[17].